# Liga mužské moudrosti
Liga mužské moudrosti je český webový komediální seriál z roku 2021. Scénář napsal Petr Kolečko, režie se ujal Vladimír Skórka. Seriál byl vysílán na YouTube. Seriál je financován pouze z finančních příspěvků svých fanoušků, jako předchozí seriál od těchto tvůrců sKORO NA mizině.

## Obsazení
| Jiří Langmajer     | Tonda Bulatý      |
| Eva Leinweberová   | Marcela Bulatá    |
| Michal Isteník     | Jarda Popek       |
| Josef Kaluža       | Venca Tyl         |
| Pavla Dostálová    | Vendula Straková  |
| Petr Panzenberger  | Nohejl            |
| Tomáš Havlínek     | Sláva Dejmal      |
| Jakub Burýšek      | Standa Douša      |
| Pavla Gajdošíková  | Stáňa Doušová     |
| Martin Gorol       | Pepa Táncoš       |
| Petr Čtvrtníček    | JUDr. Jardo Dřevo |
| Petr Vršek         | farář             |
| Kateřina Janečková | advokátka         |
| Daniela Drtinová   | novinářka         |

## Seznam dílů
1. Dožínky (premiéra 12. prosince 2021)
2. Jardo! (premiéra 29. května 2022)
3. Nový svět (premiéra 20. června 2022)
4. Kóma  (premiéra 23. listopadu 2022)
5. Coming out  (premiéra 12. prosince 2022)